# Sphaerodoridium multipapillata
Sphaerodoridium multipapillata är en ringmaskart som beskrevs av Hartmann-Schröder 1974. Sphaerodoridium multipapillata ingår i släktet Sphaerodoridium och familjen Sphaerodoridae. Inga underarter finns listade i Catalogue of Life.